# Palacio de Cibeles

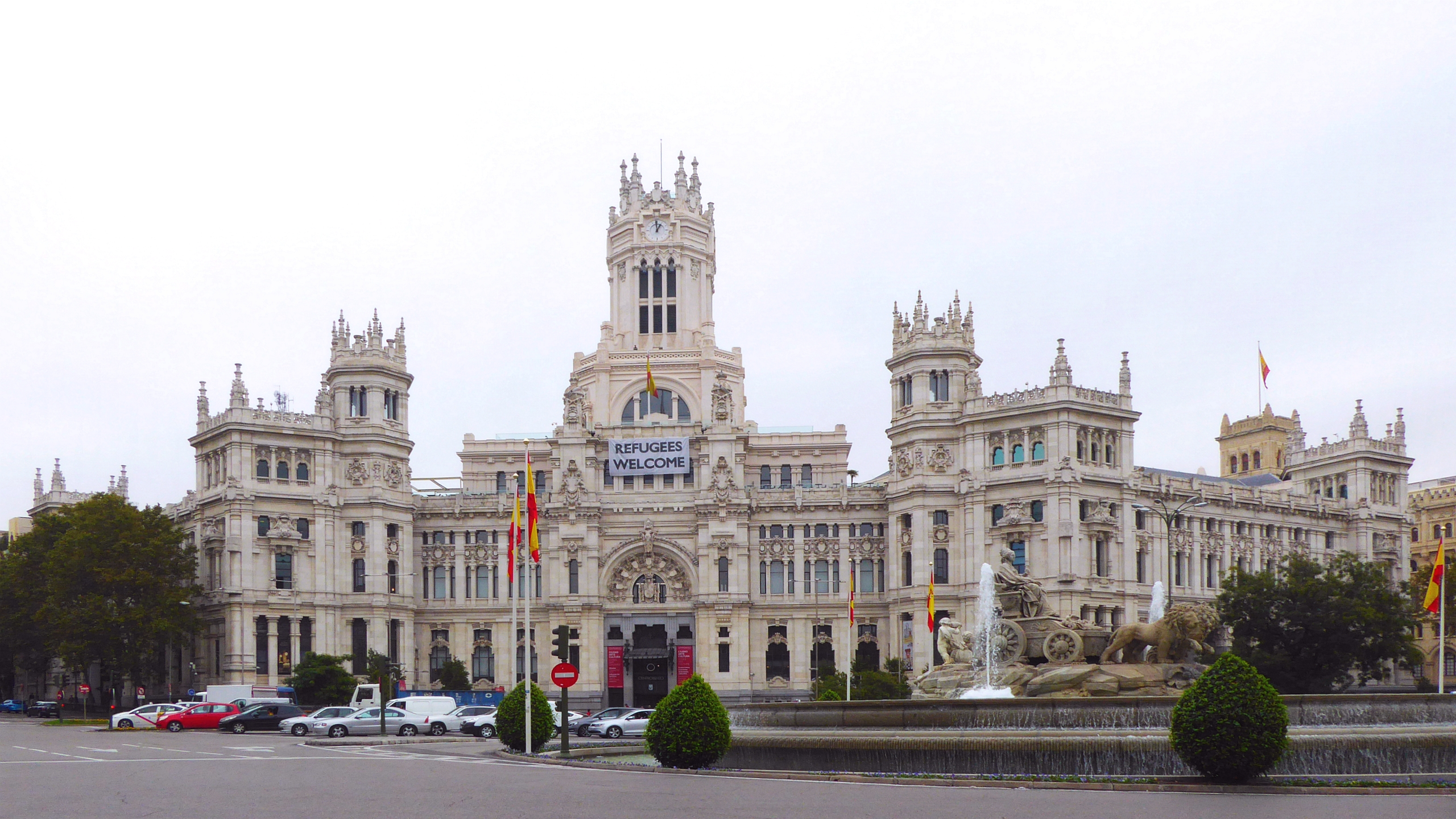
Het gehele ensemble op de Plaza de Cibeles inclusief Fuente de Cibeles (fontein) en het Palacio de Comunicaciones, nu het Palacio de Cibeles in Madrid (2016)

Het Palacio de Cibeles, voorheen Palacio de Comunicaciones ("Paleis van de Communicatie") geheten, is het stadhuis  in de Spaanse hoofdstad Madrid, gelegen aan het plein Plaza de Cibeles. Het is het voormalige hoofdpostkantoor van de stad. Het enorme gebouw is een bekend symbool van de stad Madrid. Het wordt vanwege zijn felwitte uiterlijk en de vele torentjes vaak gekscherend met een enorme suikertaart of bruiloftstaart vergeleken. Het gebouw kreeg in 1993 monumentstatus als Bien de Interés Cultural.
Het werd ontwerpen door Antonio Palacios en Joaquín Otamendi voor de huisvesting van de Sociedad de Correos y Telégrafos de España, de Spaanse post- en telegrafiemaatschappij. Het ontwerp van het gebouw is geïnspireerd op neogotische elementen, maar men vindt ook de invloed van beroemde architecten als Gustave Eiffel en Otto Wagner terug in het gebouw.
Het Palacio de Comunicaciones werd gebouwd tussen 1907 en 1909 en werd in dat jaar ingehuldigd door koning Alphons XIII en koningin Victoria Eugénie. Toen de gemeentelijke diensten van Madrid in 2007 hun intrek namen in het gebouw, werd het gebouw gerenoveerd en werd er een grote glazen koepel aangebracht om te binnenplaats te overkappen.
Er wordt gezegd dat toen Leon Trotski in de jaren 1930 Madrid bezocht, aan het begin van zijn ballingschap, hij zo onder de indruk was van het gebouw dat hij het Nuestra Señora de las Comunicaciones (Onze-lieve-Vrouwe van de Communicatie) noemde.